# True Romance (álbum)
True Romance é o primeiro álbum de estúdio oficial da cantora inglesa Charli XCX,  lançado em 12 de Abril de 2013 pelas gravadoras Asylum Records e Atlantic Records. Originalmente programado para ser lançado em abril de 2012, o lançamento do álbum foi adiado por um ano inteiro e foi feito desde o início de 2010, quando Charli se reuniu com o produtor Ariel Rechtshaid em Los Angeles. Em apoio do lançamento do álbum, Charli embarcou em uma turnê promocional de três datas no Reino Unido em abril 2013

## Desenvolvimento
Charli XCX explicou o significado por trás do título do álbum: "Cada canto da minha própria história romântica é explorado neste disco, então, para mim, é muito bruto, é muito honesto, e é muito verdadeiro."  A maioria das faixas do álbum foi lançada anteriormente no EP You're the One, e através das mixtapes Heartbreaks and Earthquakes e Super Ultra. O álbum recebeu o nome de filme de 1993 de Quentin Tarantino do mesmo nome, que é amostrado em "Velvet Dreaming" na mixtape Super Ultra. Charli revelou em sua conta oficial no Twitter que haveria uma edição de luxo do álbum. Em 9 de abril, a edição padrão completa do álbum tornou-se disponível para stream no Pitchfork Media.

## Recepção da crítica
| Críticas profissionais | Críticas profissionais |
| Pontuações agregadas   | Pontuações agregadas   |
| Fonte                  | Avaliação              |
| ---------------------- | ---------------------- |
| Metacritic             | 76/100                 |
| Avaliações da crítica  |                        |
| Fonte                  | Avaliação              |
| Allmusic               | [ 5 ]                  |
| FACT                   | [ 6 ]                  |
| The Guardian           | [ 7 ]                  |
| musicOMH               | [ 8 ]                  |
| NME                    | 6/10                   |
| Pitchfork Media        | 8.3/10                 |
| PopMatters             | 7/10                   |
| Rolling Stone          | [ 12 ]                 |
| Slant Magazine         | [ 13 ]                 |
| Spin                   | 7/10                   |

True Romance recebeu críticas positivas dos críticos musicais. No Metacritic, que atribui uma classificação de de até 100 por opiniões de críticos convencionais, o álbum recebeu uma pontuação média de 76, com base em 18 avaliações, o que indica "avaliações geralmente favoráveis". Marc Hogan do Pitchfork Media escreveu que Charli "junta o temperamental synth-pop dos anos 80 e os produtores produtores contemporâneos para criar algo diferente e imediatamente memorável", concluindo que ela "estampa sua personalidade em todo o projeto, e True Romance sugere que vai valer a pena segui-la por um tempo". Rebecca Nicholson do The Guardian achou o álbum "surpreendentemente excêntrico e repleto de peculiaridades de produção que muitas vezes se assemelham a Grimes", acrescentando que "enquanto ainda há a lembrança do pop leve de Marina [and the Diamonds], parece que uma estrela iminente que está constantemente a criar o seu próprio território". MuuMuse elogiou o álbum e escreveu que "o som e estilo de Charli é uma vibrante e eletrica colagem de mercantilização cultural — um produto do crescimento na era digital: Spice Girls, Britney Spears, Gwen Stefani, Siouxsie Sioux, Cocteau Twins [e] Marilyn Manson".
Heather Phares do Allmusic observou que Charli "tem um dom para a combinação de uma grande variedade de fontes de cultura pop em algo fresco e familiar, bem como um carinho por personagens femininas fortes", Phares continuou: "Uma vez que muito poucas dessas músicas já foram testadas, não é de estranhar que esta é uma estréia muito boa, mas o quão consistente, cativante e pessoal True Romance é, pode levantar algumas sobrancelhas". Puja Patel da revista Spin viu True Romance como "uma partida estridente daquelas frivolidades até agora tão sólido, fiel ao objetivo da composição, mas a divergência e um toque de tolice permanece: Gótica, ela não é. Dramática? Um pouco. Complicada? Como toda estrela pop iniciante. Desafiadora? Absolutamente". Apesar de afirmar que o álbum "é confuso às vezes e definitivamente vai exigir várias escutas", Enio Chiola do PopMatters opinou que Charli é "a diversão pop que você não tem que se envergonhar de ouvir, e nela definitivamente vale a pena concentrar sua atenção. True Romance é certamente o verdadeiro início do uma carreira ilustre". Lauren Martin da revista FACT, comentou: "O amor, a luxúria e o desejo são narrados e dissecados em True Romance através de relacionamentos on-line sendo gradualmente concretizados, táteis, definindo Charli como uma jovem estrela pop a ser reconhecida". O crítico da Rolling Stone, Will Hermes descreveu True Romance como "o álbum pop equivalente a um perverso Tumblr."
Numa análise mista, Nick Levine do NME sentiu que, embora o álbum "começa forte" com "Nuclear Seasons" e "You (Ha Ha Ha)", as canções, eventualmente, "tornam-se o mesmo e Charli [...] empurra um tipo de rap em quase todas as faixas", concluindo: "No momento, a sua música é melhor consumida em blogs, não como um álbum indigesto de 48 minutos". Da mesma forma, John Murphy do musicOMH expressa que "há muito para desfrutar em True Romance, embora talvez seja melhor em pequenas doses, uma vez que não se sustentam com sucesso ao longo de um álbum". Paula Mejia do Consequence of Sound rejeitou o álbum como "uma tentativa corajosa que não faz muito mais do que fornecer a trilha sonora de músicas 'se preparando para sair' em alto-falantes portáteis". Kevin Liedel da Slant Magazine criticou o álbum como "pouco espertamente produzido e autoconsciente para fornecer o tipo de criatividade espontânea ou despreocupada que Charli XCX almeja", quanto à música: "quase incidental, um posfácio à uma marca maior, confirmando quem 'Charli XCX' realmente é, ela é mais um produto do que um artista".

## Resposta comercial
No Reino Unido, True Romance estreou em #85, sua primeira aparição nas paradas. Ele saiu do Top 100 na próxima semana. Nos Estados Unidos, o álbum não conseguiu aparecer na Billboard 200, estreando em #5 no Top Heatseekers. Ele caiu para #22 na semana seguinte. Em maio de 2014, o álbum já tinha vendido 12 mil cópias no país. O álbum estreou em #11 na parada "Hitseekers" da ARIA na Austrália.

## Lista de faixas
| True Romance - edição padrão |                                 |                |                |         |  |
| N.º                          | Título                          | Compositor(es) | Produtor(es)   | Duração |  |
| 1.                           | "Nuclear Seasons"               |                |                | 4:41    |  |
| 2.                           | "You (Ha Ha Ha)"                |                |                | 3:06    |  |
| 3.                           | "Take My Hand"                  |                |                | 4:26    |  |
| 4.                           | "Stay Away"                     |                |                | 3:48    |  |
| 5.                           | "Set Me Free"                   |                |                | 3:53    |  |
| 6.                           | "Grins"                         |                |                | 3:53    |  |
| 7.                           | "So Far Away"                   |                |                | 3:20    |  |
| 8.                           | "Cloud Aura (com Brooke Candy)" |                |                | 2:44    |  |
| 9.                           | "What I Like"                   |                |                | 3:01    |  |
| 10.                          | "Black Roses"                   |                |                | 3:29    |  |
| 11.                          | "You're the One"                |                |                | 3:15    |  |
| 12.                          | "How Can I"                     |                |                | 3:55    |  |
| 13.                          | "Lock You Up"                   |                |                | 3:31    |  |
| Duração total:               | Duração total:                  | Duração total: | Duração total: | 47:02   |  |

| Faixas bônus da edição deluxe da iTunes Store |                                                                     |         |  |
| N.º                                           | Título                                                              | Duração |  |
| 14.                                           | "You (Ha Ha Ha) (BURNS' Violet Cloud Version)"                      | 5:04    |  |
| 15.                                           | "You're the One (Odd Future's The Internet Remix featuring Mike G)" | 2:59    |  |
| 16.                                           | "You (Ha Ha Ha) (Goldroom Remix)"                                   | 6:45    |  |
| 17.                                           | "Stay Away (T. Williams Remix)"                                     | 5:18    |  |
| 18.                                           | "You're the One (Blood Orange Remix)"                               | 4:16    |  |
| 19.                                           | "You (Ha Ha Ha) (MS MR Remix)"                                      | 3:46    |  |
| 20.                                           | "Nuclear Seasons (Balam Acab Remix)"                                | 4:46    |  |
| 21.                                           | "You're the One (Climbers Remix)"                                   | 3:20    |  |
| 22.                                           | "Stay Away (Salem's Angel Remix)"                                   | 5:01    |  |
| 23.                                           | "Nuclear Seasons (Hackman Remix)"                                   | 4:34    |  |
| 24.                                           | "You're the One (Loadstar Remix)"                                   | 5:03    |  |
| 25.                                           | "You're the One (St. Lucia Remix)"                                  | 4:21    |  |
| 26.                                           | "You (Ha Ha Ha) (Lindstrøm Remix) (pre-order only)"                 | 7:21    |  |
| 27.                                           | "Nuclear Seasons (Night Plane Remix) (pre-order only)"              | 4:44    |  |
| 28.                                           | "You (Ha Ha Ha) (Melé Remix) (pre-order only)"                      | 3:59    |  |
| 29.                                           | "You're the One (Deadboy Remix) (pre-order only)"                   | 5:12    |  |
| Duração total:                                | Duração total:                                                      | 2:06:31 |  |

Notas
- "You (Ha Ha Ha)" contém amostras de "You" compostas por Gold Panda.
- "Grins" contém amostras de "Grins" compostas por Blood Diamonds.
- "So Far Away" contém amostras de "So Far Away" compostas por Paul White, que contém amostras de "A Dream Goes On Forever" as compostas por Todd Rundgren.

## Desempenho nas paradas musicais
| Chart (2013)                       | Peak position |
| ---------------------------------- | ------------- |
| UK Albums Chart                    | 85            |
| Australian Hitseekers Albums Chart | 11            |
| US Billboard Top Heatseekers       | 5             |

## Histórico de lançamento
| Region         | Date                | Label                            |
| -------------- | ------------------- | -------------------------------- |
| Países Baixos  | 12 de abril de 2013 | Warner Music                     |
| Irlanda        | 12 de abril de 2013 | Asylum Records, Atlantic Records |
| Reino Unido    | 15 de abril de 2013 | Asylum Records, Atlantic Records |
| Estados Unidos | 16 de abril de 2013 | IAMSOUND Records                 |
| Canadá         | 16 de abril de 2013 | Warner Music                     |
| Austrália      | 19 de abril de 2013 | Warner Music                     |
| Alemanha       | 31 de maio de 2013  | Warner Music                     |